# Livia Giuggioli

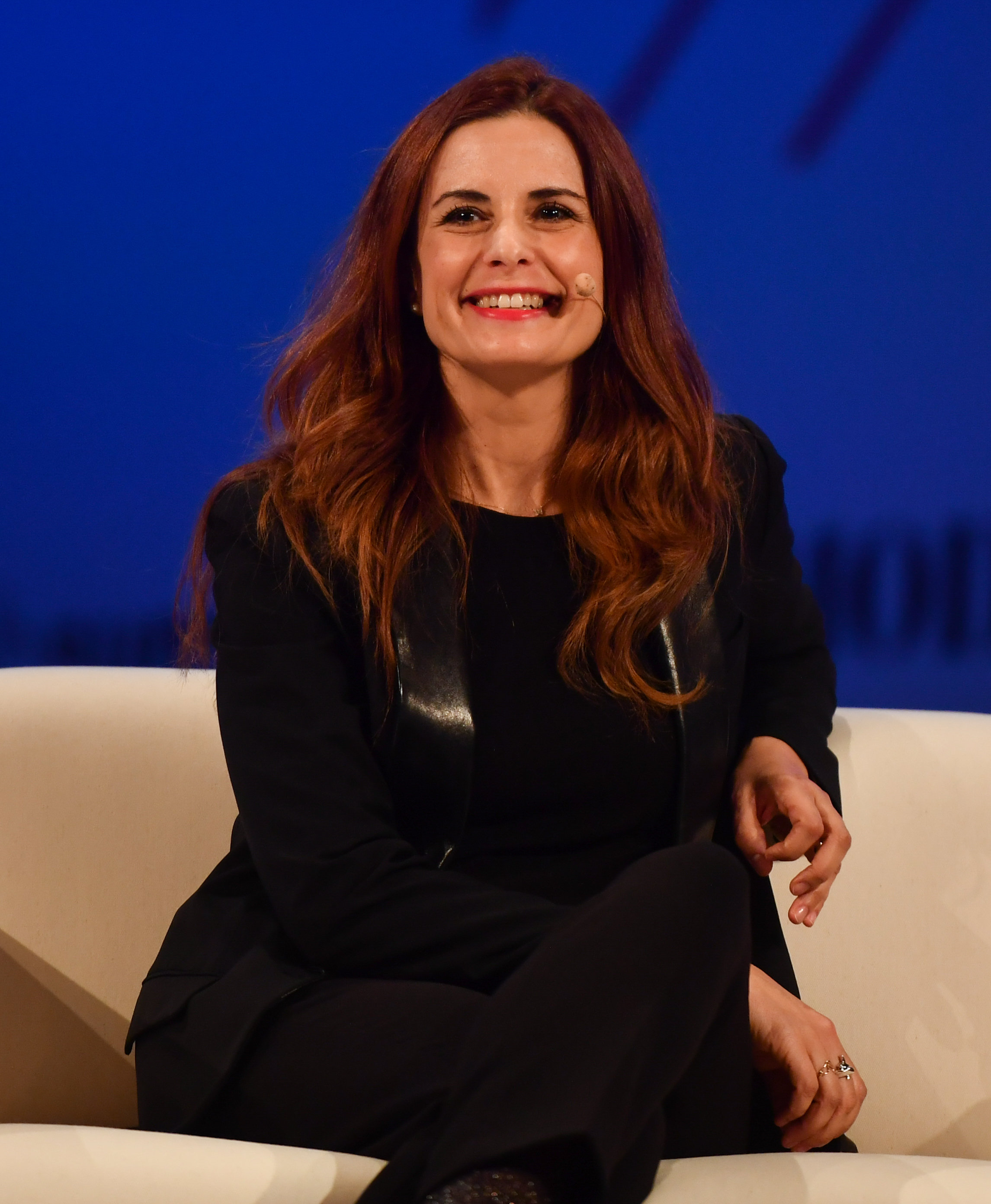
Livia Giuggioli (2018)

Livia Giuggioli (* 4. September 1969 in Rom) ist eine italienische Filmproduzentin, die sich vor allem Dokumentarfilmen widmet.

## Leben
Sie studierte an der Universität La Sapienza in Rom. Ihren Abschluss erlangte sie mit der Produktion eines Dokumentarfilms, „Giuseppe Tornatore: A Dream Dreamt in Sicily“, bei dem Marc Evans Regie führte. Giuggioli arbeitete als Produktionsassistenz mit Fernando Ghia von 1990 bis 1995, als sie während der Dreharbeiten des Fernsehfilms „Nostromo“ in Kolumbien den Schauspieler Colin Firth kennenlernte und sich mit ihm verlobte. Seit dem 21. Juni 1997 sind sie verheiratet. Sie haben zwei gemeinsame Kinder, die 2001 und 2003 geboren wurden. 2006 gründete sie gemeinsam mit ihrem Ehemann die Produktionsfirma Nana Productions, die ihren ersten Film „In Prison My Whole Life“ im folgenden Jahr produzierte. Der Film untersucht die Rechtmäßigkeit des Prozesses, in dem der politische Aktivist Mumia Abu-Jamal für den Mord an dem Polizisten Daniel Faulkner 1981 zum Tode verurteilt wurde. Livia Giuggioli unterstützt zusammen mit Firth die Organisation Survival International, die sich für die Rechte indigenen Völker einsetzt. Zusammen gründeten sie 2007 die Beratungsagentur Eco-Age, die für Nachhaltigkeit wirbt und Unternehmen darin berät. Sie erhielt für ihr soziales und ökologisches Engagement diverse Auszeichnung, so den Preis Leader of Change 2012 der Vereinten Nationen und im Jahr darauf den United Nations Fashion for Development Award. 2014 erhielten Colin Firth und Livia Giuggioli neben Horst Köhler und Nelly Furtado den Ehrenpreis des Deutschen Nachhaltigkeitspreises.
Von 1997 bis 2019 war sie mit Colin Firth verheiratet, mit dem sie zwei Söhne hat (die Kinder besitzen die britische und die italienische Staatsbürgerschaft). 2017 nahm Colin Firth auch die italienische Staatsbürgerschaft an. Ende 2019 gab das Paar seine Trennung bekannt. Der angenommene Scheidungsgrund ist eine von Giuggioli 2015 und 2016 geführte Affäre mit dem italienischen Journalisten Marco Brancaccia.